# Dominik Kazimierz Zajarski
Dominik Kazimierz Zajarski herbu Ostoja – sędzia grodzki starodubowski w latach 1770–1783, podstoli upicki w latach 1765–1774, cześnik upicki w latach 1744–1765.
W 1768 roku wyznaczony ze stanu rycerskiego do Asesorii Wielkiego Księstwa Litewskiego.